# Couilly-Pont-aux-Dames
Couilly-Pont-aux-Dames – miejscowość i gmina we Francji, w regionie Île-de-France, w departamencie Sekwana i Marna.
Według danych na rok 1990 gminę zamieszkiwało 1635 osób, a gęstość zaludnienia wynosiła 344 osób/km² (wśród 1287 gmin regionu Île-de-France Couilly-Pont-aux-Dames plasuje się na 530. miejscu pod względem liczby ludności, natomiast pod względem powierzchni na miejscu 696.).